# Aglaia puberulanthera
Aglaia puberulanthera är en tvåhjärtbladig växtart som beskrevs av C. Dc.. Aglaia puberulanthera ingår i släktet Aglaia och familjen Meliaceae. Inga underarter finns listade i Catalogue of Life.